# Livia Klausová
Livia Klausová z domu Mištinová (ur. 10 listopada 1943 w Bratysławie) – czeska ekonomistka, pierwsza dama i dyplomata pochodzenia słowackiego. Żona byłego premiera i prezydenta Czech Václava Klausa.

## Życiorys
Ukończyła Wyższą Szkołę Ekonomiczną w Pradze (1966). W 1990 uzyskała stopień kandydata nauk ekonomicznych. W latach 1967–1993 zatrudniona Zakładzie Ekonomii Czechosłowackiej Akademii Nauk (ČSAV), gdzie zajmowała się m.in. finansami międzynarodowymi. W latach 1994–2000 pełniła obowiązki sekretarz wykonawczej Czeskiego Stowarzyszenia Ekonomistów. Była członkinią rad nadzorczych spółek państwowych i prywatnych. Od 2013 do 2018 była ambasadorem Republiki Czeskiej na Słowacji.
W 1968 została żoną Václava Klausa, z którym ma dwóch synów:
- Václava juniora (ur. 1969), żonatego z Kamilą (ma troje dzieci),
- Jana (ur. 1974), żonatego z Veroniką (ma dwoje dzieci).

W latach 1992–1997 jej mąż był premierem, a od 7 marca 2003 do 7 marca 2013 prezydentem Czech.